# Хомченко, Василий Фёдорович
Васи́лий Фёдорович Хо́мченко (бел. Васі́ль Фёдаравіч Хо́мчанка; 12 января 1919 — 4 ноября 1992) — белорусский советский писатель. Член Союза писателей СССР (1960).

## Биография
Родился 12 января 1919 года в крестьянской семье в д. Каничи Костюковичского района Могилёвской области.
Учился в Минском химико-технологическом техникуме (1934—1935), на рабфаке при Белорусском государственном университете.
Отбывал срок заключения на Дальнем Востоке до апреля 1941 года в Нижне-Амурском лагере. Реабилитирован Верховным Советом Белорусской ССР в 1969 году.
В 1941—1968 годах в рядах Советской Армии. Во время Великой Отечественной войны участвовал в боях как командир миномётного взвода. Завершил войну в Австрии.
Окончил Буйнакское пехотное училище (1944), Военно-юридическую академию (1951).
В 1972—1985 годах — заведующий редакции прозы издательства «Мастацкая літаратура». С 1985 года на творческой работе. С 1960 года — член Совета Союза писателей Белорусской ССР. Возглавлял комиссию Союза писателей Белорусской ССР по возвращению наследия репрессированных писателей. Умер 4 ноября 1992 года в Минске.

## Творчество
Первое стихотворение опубликовал в 1934 году в газете «Піянер Беларусі», первый рассказ — в 1937 году в газете «Искры Ильича» (Гомель). К литературной деятельности вернулся в 1954 году, когда опубликовал во владимирском литературном альманахе рассказ «Анисов бор».
Известен как детский писатель, автор остросюжетной и исторической прозы. Перевёл на белорусский язык сказку Р. Киплинга «Почему у слоника длинный нос» (1974).
Произведения В. Ф. Хомченко переводились на русский, украинский, молдавский, литовский, другие языки.

## Киносценарии
- 1981 «Паруса моего детства» (реж. Леонид Мартынюк, Беларусьфильм)
- 1983 «Незнакомая песня» (короткометражный) (реж. Анатолий Кудрявцев, Беларусьфильм)[2]

### Книги рассказов
- рус. «Куда исчез гриб» (1957)
- рус. «Жаворонок» (1958)
- рус. «Рассказы» (1959)
- бел. «Наша вячэра» («Наш ужин») (1959)
- бел. «Рукавіцы генерала Даватара» («Рукавицы генерала Доватора») (1960)
- бел. «Аднойчы майскім днём» («Однажды майским днём») (1962)
- бел. «Суседзі» («Соседи») (1962)
- бел. «Чырвоны мак» («Красный мак») (1964)
- бел. «Верны рыцар» («Верный рыцарь») (1965) (художник В. Шарангович)
- бел. «Тваё чэснае слова» («Твоё честное слово») (1965)
- бел. «Зімовы дождж» («Зимний дождь») (1968)
- бел. «Сустрэча з цудам» («Встреча с чудом») (1969)
- бел. «Цёплая зямля» («Тёплая земля») (1971)
- бел. «Я ўжо вялікі» («Я уже большой») (1972) (художник М. Бельский)
- бел. «Уначы пад сонцам» («Ночью под солнцем») (1974)
- бел. «Паклон» («Поклон») (1976) (художник Н. Селещук)

### Сборники юморесок
- бел. «Паляванне на львоў» («Охота на львов») (1970) (Художник Ю. В. Пучинский)
- бел. «Лёгкая рука» («Лёгкая рука») (1979)

### Книги рассказов и повестей
- бел. «Бацькава шабля» («Отцовская сабля») (1982)
- бел. «Чэкістам стала вядома» («Чекистам стало известно») (1985)
- бел. «Стрэл у акно» («Выстрел в окно») (1988)
- бел. «Цар — зэк Сямён Івашкін : аповесці, апавяданні» («Царь — зек Семён Ивашкин : повести, рассказы») (1992)

### Повести
- бел. «Чырвоныя хвалі» («Красные волны») (1968)
- бел. «Я прынёс вам радасць» («Я принёс вам радость») (1981)
- бел. «Пры апазнанні — затрымаць» («При опознании — задержать») (1983, 2007)

### Роман
- бел. «Вяртанне ў агонь» («Возвращение в огонь») (1978)

### Избранное
- бел. «Выбранае» («Избранное») (1975)
- бел. «Выбраныя творы : у 2 тамах» («Избранные произведения : в 2 томах») (1979)
- бел. «Чырвоныя ягады : апавяданні» («Красные ягоды : рассказы») (1999)

### В переводе на русский язык
- Хомченко, В. Ф. Перчатки генерала Доватора : рассказы / В. Ф. Хомченко; художники Л. В. Федотьева, Н. В. Гусев. — Владимир : Владимирское книжное издательство, 1959. — 15 с.
- Хомченко, В. Ф. Дорогой подарок : Рассказы / В. Ф. Хомченко; Пер. с белорус. Т. Лихоталь; худож. О. Богаевская. — Москва : Детгиз, 1963. — 64 с.
- Хомченко, В. Ф. Военный городок : Рассказы, повести / В. Ф. Хомченко; Авториз. пер. с белорус. Э. Любанской; худож. Г. Юмагузина. — Москва : Детская литература, 1965. — 79 с.
- Хомченко, В. Ф. Подкова : Рассказы / В. Ф. Хомченко; Авториз. пер. с белорус. М. Мусиенко; худож. Г. Юмагузина. — Москва : Воениздат СССР, 1966. — 166 с.
- Хомченко, В. Ф. Красный мак : Рассказы о В. И. Ленине / В. Ф. Хомченко; Авториз. пер. с белорус.; художники М. Бельский и П. Калинин. — Минск : Беларусь, 1966. — 48 с.
- Хомченко, В. Ф. Дом под синей крышей : рассказы и повесть / В. Ф. Хомченко; Авториз. пер. с белорус.; художник А. Сальков. — Минск : Беларусь, 1967. — 182 с.
- Хомченко, В. Ф. Красные волны : Повесть, рассказы / В. Ф. Хомченко; Авториз. пер. с белорус. М. Мусиенко; худож. В. С. Горячев. — Москва : Советский писатель, 1972. — 260 с.
- Хомченко, В. Ф. Красные волны : Повесть / В. Ф. Хомченко; Авториз. пер. с белорус. М. Мусиенко. — Минск : Мастацкая літаратура, 1973. — 159 с.
- Хомченко, В. Ф. Боевая тревога : рассказы / В. Ф. Хомченко; Авториз. пер. с белорус. Э. Любанская; худож. : Г. Юмагузин. — Москва : Детская литература, 1977. — 96 с.
- Хомченко, В. Ф. Возвращение в огонь : роман / В. Ф. Хомченко; Авториз. пер. с белорус. А. Островского, Г. Островской; послесловие Г. Шупеньки; худож. А. К. Яцкевич. — Москва : Воениздат, 1982. — 284 с.
- Хомченко, В. Ф. Терем-рукавица : рассказы и сказки / В. Ф. Хомченко; пер. с белорус. автора; худож. В. С. Пощастьев. — Минск : Юнацтва, 1985. — 71 с.
- Хомченко, В. Ф. При опознании — задержать : Повесть, рассказы / В. Ф. Хомченко; Авториз. пер. с белорус.; худож. А.Мешков. — Москва : Советский писатель, 1988. — 413 с.
- Хомченко, В. Ф. При опознании — задержать : Повести / В. Ф. Хомченко; Авториз. пер. с белорус.; худож. А.Мешков. — Минск : Мастацкая літаратура, 1989. — 446 с.

## Награды и звания
- Орден Отечественной войны 2 степени
- Орден Отечественной войны 2 степени
- Медали